# Suisei no Gargantia
Suisei no Gargantia (翠星のガルガンティア, すいせいのガルガンティア) là bộ anime do hãng Production I.G thực hiện với sự đạo diễn của Murata Kazuya. Bộ anime đã phát sóng trên tại Nhật Bản từ ngày 07 tháng 4 đến ngày 30 tháng 6 năm 2013 với 13 tập. Bối cảnh trong một tương lai xa con người với công nghệ tạo lỗ sâu đã rời bỏ Trái Đất để chinh phục vũ trụ nhưng lại vướng phải chiến tranh với một chủng tộc ngoài hành tinh và cuộc chiến này vẫn tiếp tục không có hồi kết. Cốt truyện xoay quanh Ledo một chiến binh con người trong một trận chiến đã bị lạc trong lỗ sâu và rơi trở lại Trái Đất cùng mecha của mình mà anh gọi là Chamber, tại đây anh đã làm quen với một cô gái tên Amy cùng những hậu duệ của những người không rời bỏ Trái Đất và đang sống trên những đội tàu khổng lồ lênh đênh trên biển. Ledo dần thích nghi với cuộc sống mới trên Trái Đất và bắt đầu khám phá ra rằng cuộc chiến giữa con người với chủng tộc "ngoài hành tinh" kia đã bắt đầu ngay tại Trái Đất cũng như chủng tộc đó không phải ngoài hành tinh mà có nguồn gốc tại đây.
Hai tập đặc biệt đã được thực hiện để phát hành chung với phiên bản BD/DVD của bộ anime và hai tập OVA cũng đã được phát hành sau đó. Tác phẩm cũng đã được chuyển thể thành các loại hình truyền thông khác như manga, light novel...

## Tổng quan

### Nhân vật

#### Chính
Ledo (レド)
Lồng tiếng bởi: Ishikawa Kaito
Amy (エイミー)
Lồng tiếng bởi: Kanemoto Hisako

#### Gargantia
Saaya (サーヤ)
Lồng tiếng bởi: Kayano Ai
Melty (メルティ)
Lồng tiếng bởi: Asumi Kana
Bellows (ベローズ)
Lồng tiếng bởi: Itō Shizuka
Ridget (リジット)
Lồng tiếng bởi: Ōhara Sayaka
Pinion (ピニオン)
Lồng tiếng bởi: Konishi Katsuyuki
Bebel (ベベル)
Lồng tiếng bởi: Terasaki Yuka
Fairlock (フェアロック)
Lồng tiếng bởi: Tezuka Hideaki
Joe (ジョー)
Lồng tiếng bởi: Hayashi Yūki
Mayta (マイタ)
Lồng tiếng bởi: Tokui Sora
Flange (フランジ)
Lồng tiếng bởi: Tsuda Eizō
Crown (クラウン)
Lồng tiếng bởi: Hoshino Mitsuaki
Worm (ウォーム)
Lồng tiếng bởi: Yasumura Makoto
Oldham (オルダム)
Lồng tiếng bởi: Umezu Hideyuki
Ordum no Joshu (オルダムの助手) / スピナ
Lồng tiếng bởi: Hidaka Rina
Storia (ストーリア)
Lồng tiếng bởi: Horie Yui
Reema (リーマ)
Lồng tiếng bởi: Minase Inori
Frice (フライス)
Lồng tiếng bởi: Toriumi Kōsuke
Isabella (イザベラ)
Lồng tiếng bởi: Seto Asami (ONLINE FLEET)

#### Lukkage
Lukkage (ラケージ)
Lồng tiếng bởi: Tsunematsu Ayumi
Paraem (パラエム)
Lồng tiếng bởi: Taneda Risa
Parinuri (パリヌリ)
Lồng tiếng bởi: Yamazaki Haruka

#### Kugel
Kugel (クーゲル)
Lồng tiếng bởi: Ono Yūki
Ondelia (オンデリア)
Lồng tiếng bởi: Uchiyama Yumi
Claria (クラリア)
Lồng tiếng bởi: Yonezawa Madoka
Linaria (リナリア)
Lồng tiếng bởi: Chihara Minori
Aleria (アレリア)
Lồng tiếng bởi: Noto Mamiko

#### Nền văn minh Trái Đất xưa
Ryan Matsumoto (ライアン・マツモト)
Lồng tiếng bởi: (Takeuchi Ryōta
Eida Matsumoto (エイダ・マツモト)
Lồng tiếng bởi: Sakurai Harumi
Elaine Matsumoto (エレイン・マツモト)

#### Khác
Ritona (リトナー)
Lồng tiếng bởi: Nakamura Yūichi

## Truyền thông

### Manga
Mitogawa Wataru đã thực hiện chuyển thể manga của bộ anime và đăng trên tạp chí dành cho Shōnen là Newtype Ace của Kadokawa Shoten từ ngày 10 tháng 1 năm 2013 trước khi phát sóng bộ anime để công bố và giới thiệu nó. Khi tạp chí Newtype Ace ngừng xuất bản thì bộ manga này được chuyển sang tạp chí Kadokawa Niconico Ace cũng của Kadokawa Shoten từ ngày 16 tháng 7 năm 2013 và tiếp tục cho đến ngày 28 tháng 1 năm 2014. Các chương sau đó đã được tập hợp lại và phát hành thành 3 tankōbon.
Một bộ manga ngoại truyện có tựa Suisei no Gargantia Mizuhana no Bellows (翠星のガルガンティア 水端のベローズ) do Uchida Hiroki thực hiện và Shū lo phần minh họa đã phát hành trên trang tạp chí trực tuyến Famitsu Comic Clear của Enterbrain từ ngày 07 tháng 6 năm 2013 đến ngày 30 tháng 1 năm 2015. Lấy bối cảnh 3 năm trước khi Ledo đến Trái Đất cốt truyện xoay quanh nhân vật Bellows. Các chương sau đó đã được tập hợp lại và phát hành thành 2 tankōbon.
Một bộ manga theo phong cách yonkoma có tựa 4-koma Suisei no Gargantia (4コマ翠星のガルガンティア) do Uzu thực hiện đã đăng trên tạp chí Bushiroad của Kadokawa Shoten từ ngày 08 tháng 7 năm 2013.
Một bộ manga có tựa Suisei no Gargantia ~Meguru Kouro, Haruka~ (翠星のガルガンティア 〜めぐる航路、遥か〜) chuyển thể từ hai tập OVA do Sugi Koutarou thực hiện đã đăng trên tạp chí Comic Earth☆Star của Earth Star Entertainment từ ngày 19 tháng 1 năm 2015. Cốt truyện xoay quanh công việc hằng ngày của Ledo là thám hiểm các phế tích và trục vớt những gì còn lại của nền văn minh con người trước đó.

### Anime
Production I.G đã thực hiện bộ anime với sự đạo diễn của Murata Kazuya và kịch bản do Urobuchi Gen viết. Bộ anime đã phát sóng trên tại Nhật Bản từ ngày 07 tháng 4 đến ngày 30 tháng 6 năm 2013 với 13 tập trên kênh Tokyo MX và phát lại trên các kênh YTV, CTV và BS11. Hai tập đặc biệt đã được thực hiện để phát hành chung với phiên bản BD/DVD của bộ anime. Hai tập này là ngoại truyện nói về một chiến binh con người đã lạc xuống Trái Đất cùng mecha của mình trước khi Leon đến và từng bước trở thành chỉ huy một đội tàu lớn. Viz Media đã đăng ký bản quyền phiên bản tiếng Anh để tiến hành phân phối tại thị trường Bắc Mỹ, Black Box thì đăng ký tại Pháp, Top-Insight BVI tại Philippines và Top-Insight International tại Đài Loan.
Hai tập OVA cũng đã được phát hành sau đó vào ngày 21 tháng 11 năm 2014 và ngày 27 tháng 5 năm 2015. Lấy bối cảnh 6 tháng sau các sự kiện diễn ra trong bộ anime, cốt truyện xoay quanh công việc hằng ngày của Ledo là thám hiểm các phế tích và trục vớt những gì còn lại của nền văn minh con người trước đó.
Bộ anime thứ hai cũng từng được lên kế hoạch thực hiện nhưng vì "nhiều lý do" nên kế hoạch đã bị hủy.

### Internet radio
Một loạt chương trình phát thanh trên mạng có tựa Gargantia Sendan Kōhō Kyoku (ガルガンティア船団 広報局) đã phát sóng trên trang fun radio (funラジオ) của Bandai Namco từ ngày 05 tháng 7 năm 2014 đến ngày 04 tháng 4 năm 2015 với 16 chương trình. Người chương trình chính là hai nhân vật Ledo và Reema. Các chương trình sau đó đã được tập hợp lại thành 2 đĩa và phát hành chung với hai tập OVA.

### Drama CD
Lantis đã thực hiện một đĩa drama CD có tên Suisei no Gargantia Drama CD (翠星のガルガンティア ドラマCD) và phát hành vào ngày 25 tháng 9 năm 2013.
Ngoài ra Bandai Visual cũng đã thực hiện ba đĩa drama CD và phát hành dưới dạng đính kèm chung với các hộp BD giới hạn 1,2 và 3 của bộ anime.

### Light novel
Kaihō Norimitsu đã thực hiện một cuốn tiểu thuyết ngoại truyện có tựa Suisei no Gargantia Gaiden・Shounen to Kyojin (翠星のガルガンティア 外伝・少年と巨人) và Nitroplus đã lo việc phát hành vào ngày 30 tháng 11 năm 2013. Cốt truyện xoay quanh Ten người muốn trở thành người lái mecha giỏi từ khi là một đứa trẻ nên đã ghi danh vào trường đào tạo để trở thành một chiến binh lái mecha thực thụ.
Tanimura Daishiro đã thực hiện chuyển thể tiểu thuyết của bộ anime với sự minh học của Murayama Akiko và Famitsu Bunko đã phát hành thẳng thành các bunkobon mà không đăng trên tạp chí từ ngày 11 tháng 6 đến ngày 11 tháng 10 năm 2013 với 3 tập.
Tanimura Daishiro cũng đã thực hiện một chuyển thể khác với sự minh họa của Naruko Hanaharu có tựa Suisei no Gargantia ~Haruka, Kaikou no Tenchi~ (翠星のガルガンティア　〜遥か、邂逅の天地〜) và Famitsu Bunko cũng đã phát hành thẳng thành các bunkobon mà không đăng trên tạp chí từ ngày 29 tháng 8 năm 2015. Đây là chuyển thể tiểu thuyết vốn được dự định dùng để giới thiệu cho bộ anime thứ hai nhưng vì "nhiều lý do" đã không còn được thực hiện nên nó được xem là tác phẩm chính thức nối tiếp cốt truyện của bộ anime, cốt truyện xoay quanh hai nhân vật mới Russell và Sukaya.

### Trò chơi điện tử
DMM đã mở một trò chơi trực tuyến có tựa Suisei no Gargantia ONLINE FLEET (翠星のガルガンティア ONLINE FLEET) thuộc thể loại chiến thuật xây dựng và quản lý vào ngày 26 tháng 8 năm 2014 sau đó đóng cửa một thời gian để nâng cấp và mở cửa lại vào ngày 28 tháng 7 năm 2015 với tên mới là Suisei no Gargantia THE NEW VOYAGE (翠星のガルガンティア THE NEW VOYAGE) với các nâng cấp mới trong hệ thống. Người chơi sẽ điều khiển một đội tàu và lo tất cả những gì cần thiết như tìm nguồn thực phẩm, tăng dân số, thám hiểm tìm kiếm tài nguyên để đóng tàu mới, nâng cấp tàu cũ và làm sao cho đội tàu sống sót qua các trận hải chiến.

### Âm nhạc
Bộ anime có 2 bài hát chủ đề, 1 mở đầu và 1 kết thúc. Bài hát mở đầu có tên Kono Sekai wa Bokura wo Matteita (この世界は僕らを待っていた) do Chihara Minori trình bày, đĩa đơn chứa bài hát đã phát hành vào ngày 24 tháng 4 năm 2013. Bài hát kết thúc có tên Sora to Kimi no Message (空とキミのメッセージ) do ChouCho trình bày, đĩa đơn chứa bài hát đã phát hành vào ngày 22 tháng 5 năm 2013. Iwashiro Taro đảm nhận việc biên soạn các bản nhạc dùng trong bộ anime album chứa các bản nhạc này đã phát hành vào ngày 26 tháng 6 năm 2013.
| Kono Sekai wa Bokura wo Matteita (この世界は僕らを待っていた) | Kono Sekai wa Bokura wo Matteita (この世界は僕らを待っていた)   | Kono Sekai wa Bokura wo Matteita (この世界は僕らを待っていた) |
| STT                                                           | Nhan đề                                                         | Thời lượng                                                    |
| ------------------------------------------------------------- | --------------------------------------------------------------- | ------------------------------------------------------------- |
| 1.                                                            | "Kono Sekai wa Bokura wo Matteita (この世界は僕らを待っていた)" | 3:42                                                          |
| 2.                                                            | "CRADLE OVER"                                                   | 4:42                                                          |
| 3.                                                            | "Ai ni Ikitai (逢いに行きたい)"                                 | 5:08                                                          |
| Tổng thời lượng:                                              | Tổng thời lượng:                                                | 13:33                                                         |

| Sora to Kimi no Message (空とキミのメッセージ) | Sora to Kimi no Message (空とキミのメッセージ)                           | Sora to Kimi no Message (空とキミのメッセージ) |
| STT                                            | Nhan đề                                                                  | Thời lượng                                     |
| ---------------------------------------------- | ------------------------------------------------------------------------ | ---------------------------------------------- |
| 1.                                             | "Sora to Kimi no Message (空とキミのメッセージ)"                         | 4:41                                           |
| 2.                                             | "Cocoon"                                                                 | 4:08                                           |
| 3.                                             | "Sora to Kimi no Message (off vocal) (空とキミのメッセージ (off vocal))" | 4:41                                           |
| 4.                                             | "Cocoon (off vocal)"                                                     | 4:08                                           |
| Tổng thời lượng:                               | Tổng thời lượng:                                                         | 17:39                                          |

| Suisei no Gargantia Original Soundtrack (翠星のガルガンティア オリジナルサウンドトラック) | Suisei no Gargantia Original Soundtrack (翠星のガルガンティア オリジナルサウンドトラック) | Suisei no Gargantia Original Soundtrack (翠星のガルガンティア オリジナルサウンドトラック) |
| STT                                                                                       | Nhan đề                                                                                   | Thời lượng                                                                                |
| ----------------------------------------------------------------------------------------- | ----------------------------------------------------------------------------------------- | ----------------------------------------------------------------------------------------- |
| 1.                                                                                        | "Youkoso! Gargantia e (ようこそ!ガルガンティアへ)"                                        | 2:24                                                                                      |
| 2.                                                                                        | "Asu ni Sasageru Seisen (明日に捧げる聖戦)"                                               | 2:11                                                                                      |
| 3.                                                                                        | "Mae no Mae ni Susume (前の前に進め)"                                                     | 2:26                                                                                      |
| 4.                                                                                        | "Kegarenaki Inori to Tomo ni (汚れなき祈りと共に)"                                        | 2:12                                                                                      |
| 5.                                                                                        | "Nankou no Juuatsuka (難航の重圧下)"                                                      | 2:16                                                                                      |
| 6.                                                                                        | "Haha naru Umi ni (母なる海に)"                                                           | 2:09                                                                                      |
| 7.                                                                                        | "Tatakai, Saranaru Tatakai (戦い、さらなる闘い)"                                          | 2:29                                                                                      |
| 8.                                                                                        | "Ware, Kokuu no Shou nari (我、虚空の将なり)"                                             | 2:19                                                                                      |
| 9.                                                                                        | "Shukuteki Nanteki Kyouteki (宿敵難敵強敵)"                                               | 2:13                                                                                      |
| 10.                                                                                       | "Shissou no Sendan (疾走の船団)"                                                          | 2:28                                                                                      |
| 11.                                                                                       | "Shiboki (思慕記)"                                                                        | 2:31                                                                                      |
| 12.                                                                                       | "Senshi no Rinkaku (潜思の輪郭)"                                                          | 2:24                                                                                      |
| 13.                                                                                       | "Takamaru Ketsui (高まる決意)"                                                            | 2:01                                                                                      |
| 14.                                                                                       | "Arata naru Gyoukou (新たなる暁光)"                                                       | 2:20                                                                                      |
| 15.                                                                                       | "Kyoui to Tekijin no Hazama de (脅威と敵陣の狭間で)"                                      | 2:02                                                                                      |
| 16.                                                                                       | "Hangeki kara no Kishi Kaisei (反撃からの起死回生)"                                       | 2:14                                                                                      |
| 17.                                                                                       | "Shingeki Kougeki Tsuigeki (進撃攻撃追撃)"                                                | 2:16                                                                                      |
| 18.                                                                                       | "Kyuushuu Raishuu Tekishuu (急襲来襲敵襲)"                                                | 2:19                                                                                      |
| 19.                                                                                       | "Umikaze yo, Unabara yo (海風よ、海原よ)"                                                 | 2:12                                                                                      |
| 20.                                                                                       | "Hiai Hisou Higeki (悲哀悲愴悲劇)"                                                        | 2:31                                                                                      |
| 21.                                                                                       | "Kousen Junbirei (抗戦準備令)"                                                            | 2:09                                                                                      |
| 22.                                                                                       | "Gunteki no Jin (群敵の陣)"                                                               | 2:01                                                                                      |
| 23.                                                                                       | "Fuuha ga Mau (風波が舞う)"                                                               | 2:22                                                                                      |
| 24.                                                                                       | "Yochou Zenchou (予兆前兆)"                                                               | 2:04                                                                                      |
| 25.                                                                                       | "Touhi Koukou (逃避航行)"                                                                 | 1:51                                                                                      |
| 26.                                                                                       | "Risoukyou Musoukyou (理想郷夢想郷)"                                                      | 2:05                                                                                      |
| 27.                                                                                       | "Shutsugeki Kaishin (出撃快進)"                                                           | 2:14                                                                                      |
| 28.                                                                                       | "Itoshiki Hibi no Hikari to Kaze to Umi (愛しき日々の光と風と海)"                         | 2:01                                                                                      |
| 29.                                                                                       | "Kokoro Fukaki Otome no Mama ni (心深き乙女のままに)"                                     | 2:15                                                                                      |
| 30.                                                                                       | "Hansou no Sendan (帆走の船団)"                                                           | 2:23                                                                                      |
| 31.                                                                                       | "Sentaku Biyori (洗濯日和)"                                                               | 2:09                                                                                      |
| 32.                                                                                       | "Hibi, Hitobito (日々、人々)"                                                             | 2:06                                                                                      |
| 33.                                                                                       | "Shuku・Tairyou (祝・大漁)"                                                               | 2:15                                                                                      |
| 34.                                                                                       | "Shukusai Genbu (祝祭幻舞)"                                                               | 1:36                                                                                      |
| 35.                                                                                       | "Shoujo no Doushi (少女の瞳子)"                                                           | 2:21                                                                                      |
| 36.                                                                                       | "Tozasareta Shinjitsu no Tobira (閉ざされた真実の扉)"                                     | 2:26                                                                                      |
| 37.                                                                                       | "Yuuyami no Kokuin (夕闇の刻印)"                                                          | 2:16                                                                                      |
| 38.                                                                                       | "Meikyuu Genkyou no Zu (迷宮幻郷ノ図)"                                                    | 2:35                                                                                      |
| 39.                                                                                       | "Burai Ryuurei (無頼流麗)"                                                                | 2:13                                                                                      |
| 40.                                                                                       | "Shukuen no Makugire (祝宴の幕切れ)"                                                      | 1:57                                                                                      |
| 41.                                                                                       | "Kagirinaku Toumei na Jikan (限りなく透明な時間)"                                         | 2:33                                                                                      |
| 42.                                                                                       | "Doukeishou (童景抄)"                                                                     | 2:11                                                                                      |
| 43.                                                                                       | "Tasogare no Shirabe (黄昏の調べ)"                                                        | 2:09                                                                                      |
| 44.                                                                                       | "Yuunagi (夕凪)"                                                                          | 2:14                                                                                      |
| 45.                                                                                       | "Kokoro Fukaki Otome no Mama ni (Ocarina-hen) (心深き乙女のままに (オカリナ編))"          | 1:48                                                                                      |
| 46.                                                                                       | "Kanashimi no Hamon (悲しみの波紋)"                                                       | 2:51                                                                                      |
| 47.                                                                                       | "Kodoku no Mukougawa (孤独の向こう側)"                                                    | 2:38                                                                                      |
| 48.                                                                                       | "Gargantia yo, Eien ni (ガルガンティアよ、永遠に)"                                        | 2:24                                                                                      |
| 49.                                                                                       | "Shukusai Ranbu (祝祭乱舞)"                                                               | 4:03                                                                                      |
| Tổng thời lượng:                                                                          | Tổng thời lượng:                                                                          | 1:52:07                                                                                   |